# Masato Yuzawa
Masato Yuzawa (湯澤 聖人?, Yuzawa Masato; Tsukuba, 10 ottobre 1993) è un calciatore giapponese, difensore dell'Avispa Fukuoka.

## Statistiche

### Presenze e reti nei club
Statistiche aggiornate al 3 settembre 2023.
| Stagione              | Club                  | Campionato            | Campionato | Campionato | Coppe nazionali | Coppe nazionali | Coppe nazionali | Coppe continentali | Coppe continentali | Coppe continentali | Supercoppe | Supercoppe | Supercoppe | Totale | Totale |
| Stagione              | Club                  | Comp                  | Pres       | Reti       | Comp            | Pres            | Reti            | Comp               | Pres               | Reti               | Comp       | Pres       | Reti       | Pres   | Reti   |
| --------------------- | --------------------- | --------------------- | ---------- | ---------- | --------------- | --------------- | --------------- | ------------------ | ------------------ | ------------------ | ---------- | ---------- | ---------- | ------ | ------ |
| 2015                  | Ryutsu Keizai         | -                     | -          | -          | CI              | 1               | 0               | -                  | -                  | -                  | -          | -          | -          | 1      | 0      |
| 2016                  | Kashiwa Reysol        | J1                    | 11         | 0          | CdL+CI          | 3+1             | 0               | -                  | -                  | -                  | -          | -          | -          | 15     | 0      |
| 2017                  | Kyoto Sanga           | J2                    | 9          | 0          | CI              | 0               | 0               | -                  | -                  | -                  | -          | -          | -          | 9      | 0      |
| 2018                  | Ventforet Kofu        | J2                    | 27         | 2          | CdL+CI          | 2+1             | 0               | -                  | -                  | -                  | -          | -          | -          | 30     | 2      |
| 2019                  | Ventforet Kofu        | J2                    | 14+1       | 0          | CI              | 3               | 0               | -                  | -                  | -                  | -          | -          | -          | 18     | 0      |
| Totale Ventforet Kofu | Totale Ventforet Kofu | Totale Ventforet Kofu | 42         | 2          |                 | 6               | 0               |                    | -                  | -                  |            | -          | -          | 48     | 2      |
| 2020                  | Avispa Fukuoka        | J2                    | 26         | 0          | -               | -               | -               | -                  | -                  | -                  | -          | -          | -          | 26     | 0      |
| 2021                  | Avispa Fukuoka        | J1                    | 30         | 0          | CdL+CI          | 6+2             | 0               | -                  | -                  | -                  | -          | -          | -          | 38     | 0      |
| 2022                  | Avispa Fukuoka        | J1                    | 26         | 0          | CdL+CI          | 10+4            | 0               | -                  | -                  | -                  | -          | -          | -          | 40     | 0      |
| 2023                  | Avispa Fukuoka        | J1                    | 20         | 1          | CdL+CI          | 3+2             | 1+0             | -                  | -                  | -                  | -          | -          | -          | 25     | 2      |
| Totale Avispa Fukuoka | Totale Avispa Fukuoka | Totale Avispa Fukuoka | 102        | 1          |                 | 27              | 1               |                    | -                  | -                  |            | -          | -          | 129    | 2      |
| Totale carriera       | Totale carriera       | Totale carriera       | 164        | 3          |                 | 38              | 1               |                    | -                  | -                  |            | -          | -          | 202    | 4      |

## Palmarès

### Club

#### Competizioni nazionali
- Coppa J. League: 1

Avispa Fukuoka: 2023

### Nazionale
- Universiadi:   1

Gwangju 2015